# Стефан Драгутин
Стефан Драгутин е крал на Сърбия (1276 – 1282) и Срем (1282 – 1316) от династията на Неманичите.
Той е най-възрастният син на крал Стефан Урош I и Елена д'Анжу. Стефан Драгутин е водач на угрофилската партия в сръбския двор, поради което избухва конфликт между него и баща му Стефан Урош I, когото Стефан Драгутин сваля от престола през 1276 г. с помощта на унгарците. Подчинявайки държавната политика на унгарските интереси, Стефан Драгутин започва неуспешни военни действия срещу Византия заедно с Неаполитанското кралство.
През 1282 г. Стефан Драгутин счупва крак след като пада от коня си по време на лов и е принуден да отстъпи престола на брат си Стефан Милутин (дотогава управител на Дежево) по силата на т.нар. Дежевско споразумение, но запазва за себе си управлението на някои северни части от страната. През 1284 г. Стефан Драгутин увеличава владенията си, след като получава като подарък от унгарския крал Ласло IV облатите Мачва заедно с Белград както и земи в босненските области Соли и Усора. Стефан Драгутин управлява тези територии като независим владетел до 1316 г. Владенията му образуват т.нар. Сремско кралство, първата столица на което е Дебръц (между Белград и Шабац). По-късно Драгутин премества столицата на кралството в Белград, ставайки първия сръбски владетел резедирал в този град. По това време областта Срем е разделена на 2 части – Горен Срем (днешен Срем) и Долен Срем (Мачва), а кралството на Стефан Драгутин обхваща предимно земите на Долен Срем.
През 1290 г. Драгутин напада Браничевската област, самостоятелно владение на братята Дърман и Куделин, но те успяват да разбият войските му, нахлуват в земите му, подпомагани от татарски отряди, и опустошават Мачва. Драгутин търси помощ от брат си крал Стефан Милутин. През 1291 г. Драгутин и Милутин нападат Браничевската област и принуждават Дърман и Куделин да бягат при своя покровител Ногай, темник на татарската Златна орда, но войната се затяга след намесата на видинския деспот Шишман I на страната на Дърман и Куделин. В крайна сметка обаче Браничевска област е завладяна от сърбите.
Междувременно политическите връзки между Драгутин и Унгария продължават да се задълбочават. Стефан Драгутин дори се признава за васал на унгарския крал и приема католицизма под негово влияние. Това обаче се отразява на отношнията на Драгутин с брат му Стефан Милутин. След като през 1299 г. Стефан Милутин подписва мирен договор с византийския император Андроник II, напреженито между братята ескалира до гражданска война, която продължава с малки прекъсвания до 1314 г., когато конфликтът е уреден чрез посредничеството на духовенството. Към края на живота си Стефан Драгутин се дистанцира от Унгария и отново се сближава с брат си.
Крал Стефан Драгутин се замонашва под името Теоктист и умира на 16 март 1316 г. Погребан е в манастира „Джурджеви ступови“ край Нови пазар.

## Семейство
Около 1268 г. Драгутин се жени за унгарската принцеса Каталина Арпад, дъщеря на крал Стефан V и Елизабет Куманката. От този брак са известни имената на най-малко 4 деца:
- Стефан Владислав II
- Елисавета Неманич, омъжена за босненския бан Стефан I Котроманич
- Урсула Неманич, омъжена за Павел I Шубич
- Стефан Урошиц

## Родословие
Стефан Драгутин е роднина на френския крал Луи IX и на неаполитанския крал Карл I Анжуйски. По майчина линия е пряк потомък на комитопулите, както и на византийските императори Алексий I Комнин и Исак II Ангел.
С Унгария здраво го свързва както брака му с Каталина, така и обстоятелството, че е праправнук на унгарския крал Бела III.